# 13 Fantômes (film, 1960)
Ne doit pas être confondu avec 13 fantômes.
Pour plus de détails, voir Fiche technique et Distribution.
13 Fantômes (13 Ghosts) est un film américain réalisé par William Castle sorti en 1960.

## Synopsis
À la mort du docteur Plato Zorba, un vieil oncle féru d'occultisme, son neveu désargenté Cyrus hérite d'une grande demeure où il emménage avec sa famille. La maison est entièrement meublée et bénéficie des services d'une sinistre gouvernante nommée Elaine. Selon la rumeur, la fortune du docteur Zorba serait également dissimulée quelque part dans la propriété. 
Très vite, les nouveaux occupants sont choqués de constater que la maison est hantée par douze fantômes et découvrent des lunettes spéciales qui leur permettent de voir les revenants. Ce derniers comprennent une femme qui pleure sans interruption, une paire de mains serrées par un nœud de corde, un squelette enflammé, un cuisinier italien assassinant continuellement sa femme et son amant dans la cuisine, une femme pendue, un bourreau tenant dans sa main une tête coupée dégoulinante de sang, un lion adulte avec son dompteur sans tête, une tête flottante ainsi que le fantôme de Platon Zorba lui-même. Tous ces ectoplasmes sont retenus captifs dans la sinistre demeure, attendant un treizième fantôme qui pourrait les libérer.
L'exécuteur testamentaire de Zorba, Benjamin Rush, sait que le magot du docteur se trouve quelque part dans la demeure et met au point un plan pour s'en emparer. Il s'arrange pour que Buck, le fils de Cyrus, fouille secrètement la maison. Lorsque le jeune garçon parvient à trouver l'argent, Rush tente de le tuer à l'aide un lit à baldaquin qui a été conçu pour que le baldaquin écrase le corps en se refermant sur lui - Rush a déjà utilisé la même méthode pour se débarrasser du docteur Zorba. Cependant, le fantôme de Zorba apparaît et fait échouer l'assassinat : en tentant d'échapper au spectre, Benjamin Rush terrifié tombe dans son propre piège et se fait écraser par le baldaquin tandis que Buck parvient à s'échapper. 
Le lendemain matin, Cyrus et sa famille comptent l'argent découvert et décident de rester dans la maison. Buck garde le masque que Benjamin Rush avait utilisé pour effrayer sa sœur aînée. Elaine déclare que les fantômes sont partis pour l'instant, mais qu'ils seront de retour. Enfin, les lunettes spéciales sont brisées en mille morceaux par une force inconnue en présence d'Elaine.

## Fiche technique
- Titre original : 13 Ghosts
- Titre français : 13 Fantômes
- Réalisation : William Castle
- Production : William Castle
- D'après une histoire de Robb White
- Société de production : Columbia Pictures
- Musique : Von Dexter
- Pays d'origine :  États-Unis
- Format : noir et blanc, mono
- Durée : 85 minutes, 82 minutes (version en noir et blanc)
- Genre : Thriller fantastique, horreur
- Date de sortie : Juillet 1960
- Interdit aux moins de 13 ans lors de sa sortie

## Distribution
- Charles Hebert : Buck Zorba
- Jo Morrow : Medea Zorba
- Rosemary DeCamp : Hilda Zorba
- Martin Milner : Ben Rush
- Donald Woods : Cyrus Zorba
- Margaret Hamilton : Elaine Zacharides
- John van Dreelen : Van Allen

## Autour du film
- Un remake, 13 fantômes, a été réalisé par Steve Beck en 2001.
- Le film est également sorti en DVD (https://www.letemps.ch/culture/13-ghosts-1960-william-castle et https://www.clubdesmonstres.com/best/htm/13fantomes1960.html).
- Photos du film (https://www.catch-revolution.fr/index.php?threads/cin%C3%A9-mike-253-13-ghosts-1960.47645/#post-522291)
- Une compagnie Dark Castle Entertainment a été nommée en hommage au film (https://cinedweller.com/movie/dark-castle-entertainment/).